# Qui? (film 1916)
Qui? è un film muto del 1916 diretto da Léonce Perret. Il film, un mediometraggio di 50 minuti interpretato da René Cresté, fu prodotto dalla Société des Etablissements L. Gaumont.

## Produzione
Il film fu prodotto dalla Société des Etablissements L. Gaumont.